# Pogonocherus caroli
Pogonocherus caroli — вид жесткокрылых из семейства усачей. Время лёта жука с марта по июнь.

## Распространение
Распространён во Франции и Испании.

## Описание
Жук длиной 5—8 мм.

## Развитие
Жизненный цикл вида длится от года до двух лет. Кормовым растением является сосна (Pinus).

## Подвиды и вариации
- подвид: Pogonocherus caroli caroli Mulsant, 1863

- вариация: Pogonocherus caroli caroli var. griseus Pic, 1889

- подвид: Pogonocherus caroli icosiensis Peyerimhoff, 1918